# Заузимање Багдада (1534)
Заузимање Багдада је историјски догађај освајања Багдада од стране османског владара Сулејмана Величанственог децембра 1534. године. Град је држала династија Сафавида на челу са Тахмаспом I.
Догађај је био део Отоманско-Сафавидског рата од 1532. до 1555. године, који је шире део низа Отоманско-персијских ратова  Град је заузет без отпора, влада Сафавида је побегла и оставила град небрањеним. Заузимање Багдада је било значајно достигнуће с обзиром на овладавање стратешки важник рекама Тигар и Еуфрат и важности града за међународну и регионалну трговину  То је, заједно са падом Басре 1546. године, представљало значајан корак ка коначној победи Османлија у преузимању доње Месопотамије, ушћа река Еуфрат и Тигар, отварајући трговински излаз ка Персијском заливу.
Османлије су у граду зимовале до 1535. године, надгледајући реконструкцију сунитских и шиитских верских светилишта и развој пројеката за наводњавање пољопривреде. Сулејман се вратио у Константинопољ а у град је оставио јак гарнизон. Током наредних неколико деценија, Османлије су учврстиле своју контролу над регионом, укључивши га у своје царство све док га Персијанци нису поново заузели 1623. године.